# Vita da giungla: alla riscossa!
Vita da giungla: alla riscossa! (titolo originale: Les as de la Jungle) è una serie animata francese del 2011. La trama ruota attorno a un gruppo di animali che si impegna a proteggere gli altri abitanti della giungla. Commissionata da France 3, questa serie in CGI è stata prodotta da TAT Productions  e Master Films , e distribuita da PGS Entertainment . La prima stagione è andata in onda in 180 paesi, tra cui France 3, Super RTL, Clan TVE, ABC Australia, Turner Broadcasting (Boing in Francia, Boomerang EMEA ) e Rai Yoyo. Nel 2015 è stata prodotta una seconda stagione , mentre la terza è stata trasmessa dal 2020 in Francia su France 3  e in Italia su Nick Jr. (pay-TV) e Rai Gulp (prima TV in chiaro). Si è conclusa dopo tre stagioni nel 2020
La serie ha ricevuto numerosi premi, tra cui il premio per il Miglior personaggio al Cartoons on the Bay 2011, il Lucas Children Film Festival  2012, una Menzione speciale al Sicaf Korea  2012, il Miglior film all'Anima Mundi Brazil  2012, il TVFI Export Price  2013, i Kidscreen Awards  2013 e il premio per la Miglior serie TV Kids al Cartoons on the Bay 2014.
Dalla serie è stato tratto un film di successo internazionale intitolato, Vita da giungla: operazione tricheco, trasmesso su France 3 nel 2011 e uscito nei cinema nel 2013. Nel 2014 è uscito un cortometraggio intitolato Vita da giungla 2: La grande caccia al tesoro" della durata di 43 minuti. Inoltre, è stato realizzato un secondo film, Vita da giungla: alla riscossa! Il film, della durata di 97 minuti, è uscito in Italia il 19 ottobre 2017.Un sequel è uscito nel 2023 intitolato Les As de la jungle 2: Opération tour du monde inedito in Italia.

## Personaggi

### Principali
- Maurice: è un pinguino e il leader della Squadra della Giungla. Si dipinge spesso il corpo con strisce arancioni perché, allevato da una tigre, è convinto di essere una tigre anche lui. È soprannominato Grande Guerriero Tigre. Molto abile nel combattimento, è anche molto intelligente e cerca spesso di usare la razionalità prima di passare all'azione. Ha come figlio adottivo il pesciolino Junior ed è noto per l'urlo di battaglia che lancia quando parte all'azione: "Banzai!". È doppiato in italiano da Massimo Rossi.
- Junior: è un pesce rosso, figlio adottivo di Maurice, e, come il "padre", è convinto di essere una tigre. Soprannominato "Piccola Tigre", vive perennemente nella sua boccia di vetro, che Maurice tiene sotto braccio. A dispetto delle apparenze, è incredibilmente forte e coraggioso, e si dimostra abile nella lotta sia in acqua sia sulla terra (anche se per brevi periodi), combattendo a pinne nude o con spruzzi d'acqua. Essendo un pesce, non parla, ma comunica tramite gorgheggi e gesti, che gli altri animali sembrano capire.
- Batricia: è una pipistrellina, l'unica femmina della Squadra della Giungla. Non è molto abile nel combattimento, ma fornisce una visuale aerea al gruppo e un aiuto in caso di pericolo. È molto intelligente, anche se a volte sembra piuttosto svampita e credulona, ed è l'unico pipistrello ad avere paura del buio. La sua caratteristica più marcata è l'amore per il suo compagno di squadra Gilbert. Ha due cugine con cui, da piccola, aveva formato il gruppo delle Mirabelles. È doppiata in italiano da Barbara De Bortoli.
- Gilbert: è un tarsio e membro della Squadra della Giungla. Oltre a essere molto burbero, possiede un'intelligenza e una cultura proverbiali, doti che gli permettono di aiutare il gruppo a cavarsela nelle situazioni più difficili. Quando non è in missione, sta sempre accovacciato sul suo ramo (che lui definisce l'unico amore della sua vita), cercando di dormire e lamentandosi del troppo rumore che fanno i suoi amici. È l'oggetto dell'amore di Batricia. Ha un fratello di nome Gildas, che appare nell'episodio "Rapimento nella giungla". È doppiato in italiano da Franco Mannella.
- Miguel: è un gorilla e membro della Squadra della Giungla. Di carattere gentile e servizievole, anche se a volte è piuttosto ingenuo e non molto intelligente, ma in combattimento è molto forte. Spesso chiede a Maurice il permesso di dare poderosi pugni in testa a chi non gli va a genio. Parla quasi sempre in terza persona ed è solito pronunciare la frase "Dompi dompi doo!" quando parte all'attacco. Si rivolge ai suoi compagni di squadra con soprannomi, chiamando Maurice "Signor Maurice", Junior "Piccola Tigre", Gilbert "Topino Scontroso" e Batricia "Topina Volante". Durante le missioni, trasporta il ramo su cui è seduto Gilbert e talvolta lo usa come arma. È noto anche per la sua passione per le banane. È doppiato in italiano da Roberto Draghetti.
- Al e Bob: sono due rospi che vivono insieme alla Squadra della Giungla. Al è un rospo rosso, magro, agile e veloce, che ama l'avventura e spesso è propenso ad aiutare la squadra; Bob, invece, è un rospo verde, grasso e paziente, ama la tranquillità e preferisce stare a casa. Pur essendo membri della Squadra della Giungla, non partecipano quasi mai alle missioni, ma occasionalmente accompagnano i loro amici e li aiutano nei casi più difficili. In un episodio si sostituiscono alla squadra e riescono a portare a termine la missione da soli. Spesso si divertono a guardare gli allenamenti di Junior e augurano sempre alla squadra "Buona missione!". Sono doppiati in italiano rispettivamente da Mino Caprio e Simone Mori.
- Fred: è un facocero canterino amico della Squadra della Giungla. Appare in rare occasioni poiché è quasi sempre in tournée come cantante. È doppiato in italiano da Fabrizio Russotto.

### Secondari
- Ernest: è un kiwi molto intelligente che svolge il ruolo di scienziato in una colonia di suoi simili. È considerato un genio da Miguel, mentre Gilbert ritiene che la maggior parte delle sue invenzioni siano prive di senso. Appare in pochi episodi ed è spesso considerato uno scienziato pazzo, anche se le sue intenzioni sono buone.
- Patrik (Pat): è un axolotl (anche se nella serie viene identificato come un batrace), simpatico e amante degli scherzi, la cui vittima preferita è Maurice. Appare in alcuni episodi dove aiuta la Squadra della Giungla.
- Stevy: è un uistitì dai pennacchi e reporter ufficiale di tutta la giungla. Compare nell'episodio "Capitan Cahouette". Gilbert pensava che lui fosse lo stesso Cahouette, viste le tante lusinghe che pronunciava per lui, ma alla fine si scoprì che non era lui e proferì a tutta la giungla l'umiltà della squadra.
- Suzy: è una procione femmina, figlia del vecchio pirata Jim, che vive e si comporta da pirata senza, in realtà, esserlo. Chiede l'aiuto della Squadra della Giungla per recuperare il tesoro di suo padre. Dimostra un certo interesse amoroso per Junior, ed è ricambiata.
- Gildas: è il fratello gemello di Gilbert.
- Coco e Maya: sono le due cugine di Batricia, che insieme a lei formano il gruppo delle Mirabelles.
- Natacha: è una Tigre del Bengala che ha cresciuto Maurice facendogli da madre. Chiama Maurice "tigrotto", cosa che a lui non piace. Da giovane faceva parte dei Campioni, i primi giustizieri che proteggevano la giungla; poi si è ritirata quando è morto un suo compagno di squadra e ha adottato Maurice, che era appena uscito dall'uovo.

### Antagonisti
- Capitan Cahouette: è uno uistitì dai pennacchi che si propone come nuovo protettore della giungla, in antitesi alla Squadra della Giungla. Il suo vero intento è guadagnarsi del cibo facilmente fingendo di sconfiggere il fantomatico Grande Furax, che in realtà è suo complice. Scoperto il suo gioco, Maurice e la squadra (che avevano promesso di non aiutare gli animali poiché si sentivano traditi da quest'ultimi che avevano preferito Capitan Cahouette) si travestono da supereroi e lo sconfiggono insieme al suo complice.
- Grande Furax: è un marabù complice di Capitan Cahouette.
- Melina: è una lontra di fiume diabolica e folle, che si autoproclama imperatrice della giungla. Grazie all'ausilio di un rubino, riesce a creare una specie di cannone laser da lei chiamato "raggio della morte", il quale sfrutta la luce del sole, amplificata dal rubino, per incenerire qualunque cosa. Ha un esercito di granchi al suo comando. Verrà sconfitta dalla Squadra della Giungla, che le sottrarrà il rubino. Prima di trovare il rubino, era amica di Gilbert poiché condividevano l'amore per la scienza; infatti, chiama il tarsio con il nomignolo di "Gilby", scatenando la gelosia di Batricia.
- Iene ridens: sono un branco di iene maculate che cercano di sbarazzarsi della Squadra della Giungla dandoli in pasto a dei coccodrilli. Da quando la Squadra della Giungla si è messa a salvare gli animali, loro non possono più ridere delle disgrazie altrui. Verranno sconfitte da Maurice, grazie al suo "Urlo di Battaglia".
- Criceti: sono un gruppo di cattivissimi criceti che aveva invaso il villaggio di alcune lontre pacifiste. Essendo disgustati dai baci e dagli abbracci, vengono sconfitti dalla Squadra della Giungla, che li abbraccia e li bacia fino alla nausea per farli scappare, avendo promesso alle lontre che non avrebbero usato la violenza per cacciarli via.
- Vladimir il Grande: è un opossum megalomane che aveva preso in ostaggio la regina delle termiti, costringendole a disboscare la foresta per creare enormi statue di lui. Viene sconfitto dalla Squadra della Giungla, che lo acceca con la luce (essendo un animale notturno, non sopporta la luce del sole) e salva la regina delle termiti. Ha come scagnozzo un marabù di nome Igor. Vladimir ci riprova presentandosi come "Optopodus", un aracnide che chiama a sé tutti i ragni, considerandoli prescelti per compiere il destino e servirsi di loro per raggiungere i suoi scopi di grandezza.
- Doum: è un terribile cobra reale, a capo di una setta di rettili che venera un meteorite caduto dal cielo. Molto pericoloso e spietato, venera il meteorite ferroso con dei mantra. La Squadra della Giungla lo sconfigge folgorandolo, poiché il meteorite, essendo fatto di ferro, è un buon conduttore.
- Il Grande Prurito Malvagio: è un fenomeno paranormale che sembrava aver colpito un gruppo di suricati, facendoli agire come degli zombie. In realtà si trattava di un'epidemia di pidocchi, che facevano impazzire i suricati a causa del prurito. Grazie a Gilbert, si scopre che il succo di guava annulla gli effetti dei pidocchi e l'epidemia viene interrotta.
- Barba Sporca: è un procione, antagonista della saga "Il tesoro del capitano Jim" e cerca di impadronirsi del tesoro del vecchio Jim, padre di Suzy, per ottenere il succo di sardina molto amato dai pirati e, di conseguenza, la loro obbedienza incondizionata.
- Grande Tony e la sua Gang: è una spietata gang di rinoceronti che costringeva con la forza gli animali a eseguire i loro ordini.
- Igor: è un malvagio koala, una sorta di scienziato pazzo, che in passato voleva unirsi ai Campioni e diventarne il capo, ma venne respinto per il suo comportamento arrogante e presuntuoso. Quando si ripresentò proponendo un'invenzione chiamata "funghi esplosivi", la sua richiesta venne nuovamente rifiutata. Per vendetta, appiccò un incendio che distrusse la giungla e uccise uno dei membri dei Campioni.

## Episodi

### Prima stagione (2011)
1. Viaggio al centro della voragine
2. Il sasso della paura
3. Un rubino è per sempre
4. La bacca velenosa
5. Invasione aliena
6. Missione baci
7. Capitan Cahouette
8. La sabbia di fuoco
9. Il grande prurito malvagio
10. Principessa marmotta
11. Il grande urlo di battaglia
12. Lo spettacolo bollente
13. Il pipistrello lumaca
14. Il tesoro del vecchio Jim (Prima parte)
15. Il tesoro del vecchio Jim (Seconda parte)
16. Il tesoro del vecchio Jim (Terza parte)
17. Il tesoro del vecchio Jim (Quarta parte)
18. La pianta mangia tutto
19. La devastazione
20. La squadra della giungla e l'ultima buca
21. La letale palude del terrore
22. Le cinque taos del tuono
23. Il mistero della lattuga
24. Papà Miguel
25. Solo sette minuti
26. Missione impossibile
27. La dieta delle tigri guerriere
28. La perdita della memoria
29. Una romantica storia d'amore
30. Il drago ammaliatore
31. Il divino choo-choo
32. Banane affumicate
33. La prima missione di Junior
34. La macchina della verità
35. Rapimento nella giungla
36. I migliori nemici
37. Mikey la peste
38. I terribili granchietti-cocco
39. La forza di Nostraminus
40. Alla disperata ricerca di Bob
41. Una missione "pericolosa"
42. Gli occhi della giungla
43. Nell'occhio del ciclone
44. Una vacanza rilassante
45. La tela del ragno
46. Paura al villaggio dei kiwi
47. Il mistero della grotta gialla
48. Un matrimonio da salvare
49. La notte delle lucciole
50. Il garou garou
51. Un simpatico batrace
52. La squadra della giungla al volante

Seconda stagione (2015)
1. Il cubo blu
2. Lo spettacolo deve continuare
3. Il mistero dei manghi molli
4. Il ballo degli avvoltoi
5. La mini squadra della giungla
6. Pestiferi criceti
7. Caccia al guerriero tigre
8. Abracadabra
9. La papaya smeraldo
10. Le scommesse sono chiuse!
11. Il torneo di wrestling
12. La valle dei mammut
13. La talpa mascherata
14. Per un pugno di cactus
15. Un mucchio selvaggio
16. I rifiuti della giungla
17. Il pianeta della scimmia
18. Un tarsio in ostaggio
19. Guava, papaya, banana!
20. Il miglior chef della giungla
21. Il ghiacciatore
22. Duello esplosivo
23. 20.000 bolle sotto i mari
24. Il premio "Genio della Giungla"
25. Questa non è la vostra terra
26. Gli inganni del coniglio
27. Il buono, i cattivi e lo stagista
28. Cervelli in fuga
29. Caccia alla zanzara
30. Il tenero burattinaio
31. Tarsio preistorico
32. Una situazione appiccicosa
33. Salvate Junior
34. SOS meteorite
35. Furie in agguato
36. Per qualche perla in più
37. Il colpo di Natale
38. Il falso ammiratore
39. Caccia alle uova
40. Inseparabili
41. Attenti ai gorilla
42. Doppia sfida
43. Un’ampolla per due
44. Grande paura per i piccoli della giungla
45. Risate nella giungla
46. Fantasmi
47. Invasori dagli abissi
48. Sorpresa!
49. La squadra è sempre nel posto giusto
50. Sinfonia in crescendo
51. Patator
52. Il vero eroe

Terza stagione (2020)
1. Fermati o mamma graffia.
2. Il museo del furfante
3. Il coccodrillo golosone
4. Banana letale
5. Che sfortuna!
6. Ti presento i tarsi
7. La fonte dei pazzi
8. Piccola Tigre alla riscossa
9. Quelli della giungla
10. Dal tramonto all'alba
11. L'invasione delle carote carnivore
12. Mio figlio, un eroe
13. Independence Day
14. Ultima caverna a sinistra
15. C'era una volta nella giungla
16. Mamme al bando
17. Irresistibile
18. Il quinto magnete
19. Scontro tra tisane
20. Principessa monocolore
21. Il surfista
22. Conto alla rovescia
23. Ritorno a scuola
24. L'epidemia delle 12 scimmie
25. Il paiolo magico
26. I Boom Brothers
27. Un adorabile combinaguai
28. Il volo dei fenicotteri
29. Tigre contro tigre
30. Scorta speciale
31. Chi ha incastrato l'elefante
32. La festa infinita
33. Un parco di non-divertimenti
34. Il gorilla della regina
35. La tigre e la giraffa (Prima parte)
36. La tigre e la giraffa (Seconda parte)
37. La tigre e la giraffa (Terza parte)
38. Cena con complotto
39. L'isola dei naufraghi
40. Le avventure di bennie
41. Benvenuti ad artwarts
42. Disastro nella giungla
43. Il colpo del polpo
44. L'accademia della giungla
45. Dompi Dompi!
46. I campioni della giungla
47. La fuggitiva
48. Fab e Furious
49. Il blob della giungla
50. Pirati del corallo
51. V per Vecchiaia
52. Prendi la torta e scappa